# Powiat de Mława
 (septembre 2024).
Si vous disposez d'ouvrages ou d'articles de référence ou si vous connaissez des sites web de qualité traitant du thème abordé ici, merci de compléter l'article en donnant les références utiles à sa vérifiabilité et en les liant à la section « Notes et références ».
Le powiat de Mława (polonais : powiat mławski) est un powiat (district) de la voïvodie de Mazovie, dans le centre-est de la Pologne.
Elle est née le 1er janvier 1999, à la suite des réformes polonaises de gouvernement local passées en 1998.
Le siège administratif du powiat est la ville de Mława, seule ville du powiat, qui se trouve à 109 kilomètres à l'est de Varsovie, capitale de la Pologne.
Le district couvre une superficie de 1 182,3 kilomètres carrés. En 2006, sa population totale est de 73 355 habitants, avec une population pour la ville de Mława de 29 702 habitants et une population rurale de 43 653 habitants.

## Powiaty voisines
La Powiat de Mława est bordée des powiaty de : 
- Nidzica au nord
- Przasnysz à l'est
- Ciechanów et Płońsk au sud
- Żuromin à l'ouest
- Działdowo au nord-ouest

## Division administrative

Position des gminy dans la powiat

Le powiat est divisé en 10 gminy (communes):
| Gmina                     | Type   | Superficie (km2) | Population (2006) | Siège               |
| Mława                     | urbain | 35,5             | 29 702            |                     |
| Gmina Strzegowo           | rural  | 214,2            | 7 902             | Strzegowo           |
| Gmina Wiśniewo            | rural  | 99,3             | 5 255             | Wiśniewo            |
| Gmina Lipowiec Kościelny  | rural  | 114,2            | 5 125             | Lipowiec Kościelny  |
| Gmina Stupsk              | rural  | 118,0            | 5 037             | Stupsk              |
| Gmina Szydłowo            | rural  | 122,2            | 4 559             | Szydłowo            |
| Gmina Szreńsk             | rural  | 109,7            | 4 537             | Szreńsk             |
| Gmina Wieczfnia Kościelna | rural  | 119,8            | 4 200             | Wieczfnia Kościelna |
| Gmina Radzanów            | rural  | 98,7             | 3 633             | Radzanów            |
| Gmina Dzierzgowo          | rural  | 150,6            | 3 405             | Dzierzgowo          |

## Démographie
Données du 30 juin 2005:
| Description | Total  | Total | Femmes | Femmes | Hommes | Hommes |
| ----------- | ------ | ----- | ------ | ------ | ------ | ------ |
| Unité       | Nombre | %     | Nombre | %      | Nombre | %      |
| Population  | 73 438 | 100   | 37 300 | 50,79  | 36 138 | 49,21  |
| Urbain      | 29 615 | 40,33 | 15 459 | 21,05  | 14 156 | 19,28  |
| Rural       | 43 823 | 59,67 | 21 841 | 29,74  | 21 982 | 29,93  |

## Histoire
De 1975 à 1998, les différents gminy du powiat actuel appartenaient administrativement à la Voïvodie de Ciechanów.

La Powiat de Mława est créée le 1er janvier 1999, à la suite des réformes polonaises de gouvernement local passées en 1998 et est rattachée à la voïvodie de Mazovie.